# Ricardo Brandão
Ricardo Brandão (Angeja, 28 de abril de 2004) es un jugador de balonmano portugués que juega de pívot en el FC Oporto. Es internacional con la selección de balonmano de Portugal.
Su primer gran campeonato con la selección fue el Campeonato Europeo de Balonmano Masculino de 2024.

## Palmarés

### Oporto
- Liga de Portugal de balonmano (2): 2021, 2022
- Copa de Portugal de balonmano (1): 2021

### Consideraciones individuales
- Mejor pívot del Campeonato Europeo de Balonmano Masculino Sub-20 de 2024[4]

## Clubes
| Club                           | País     | Año         |
| ------------------------------ | -------- | ----------- |
| FC Oporto                      | Portugal | 2020 - Act. |
| FC Gaia (cedido)               | Portugal | 2022 - 2023 |
| Club Balonmano Cangas (cedido) | España   | 2023 - 2024 |